# Loi du silence
Pour les articles homonymes, voir Silence.
Ne doit pas être confondu avec Omertà (loi du silence).

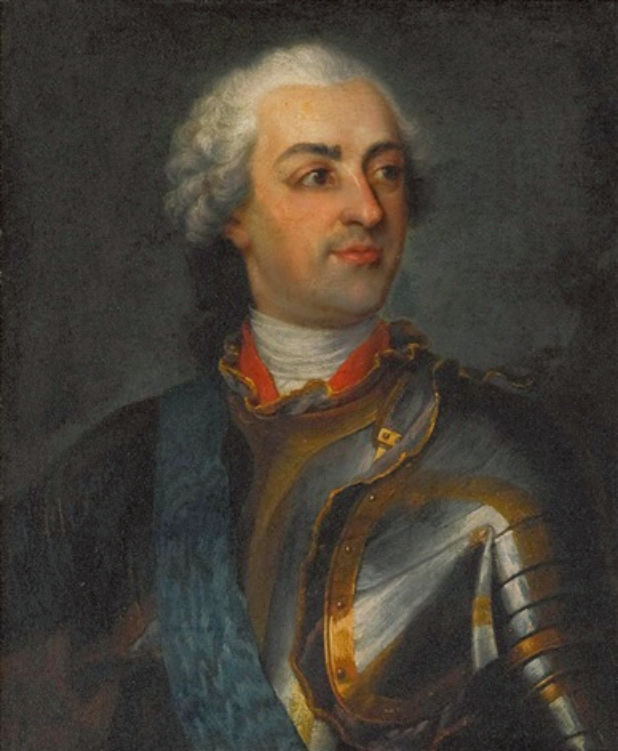
Louis XV

La loi du silence est un décret du roi Louis XV de France pris le 2 septembre 1754 pour imposer la fin de la querelle entre le Parlement de Paris et l'archevêque de Paris à propos de la doctrine janséniste.

## Historique

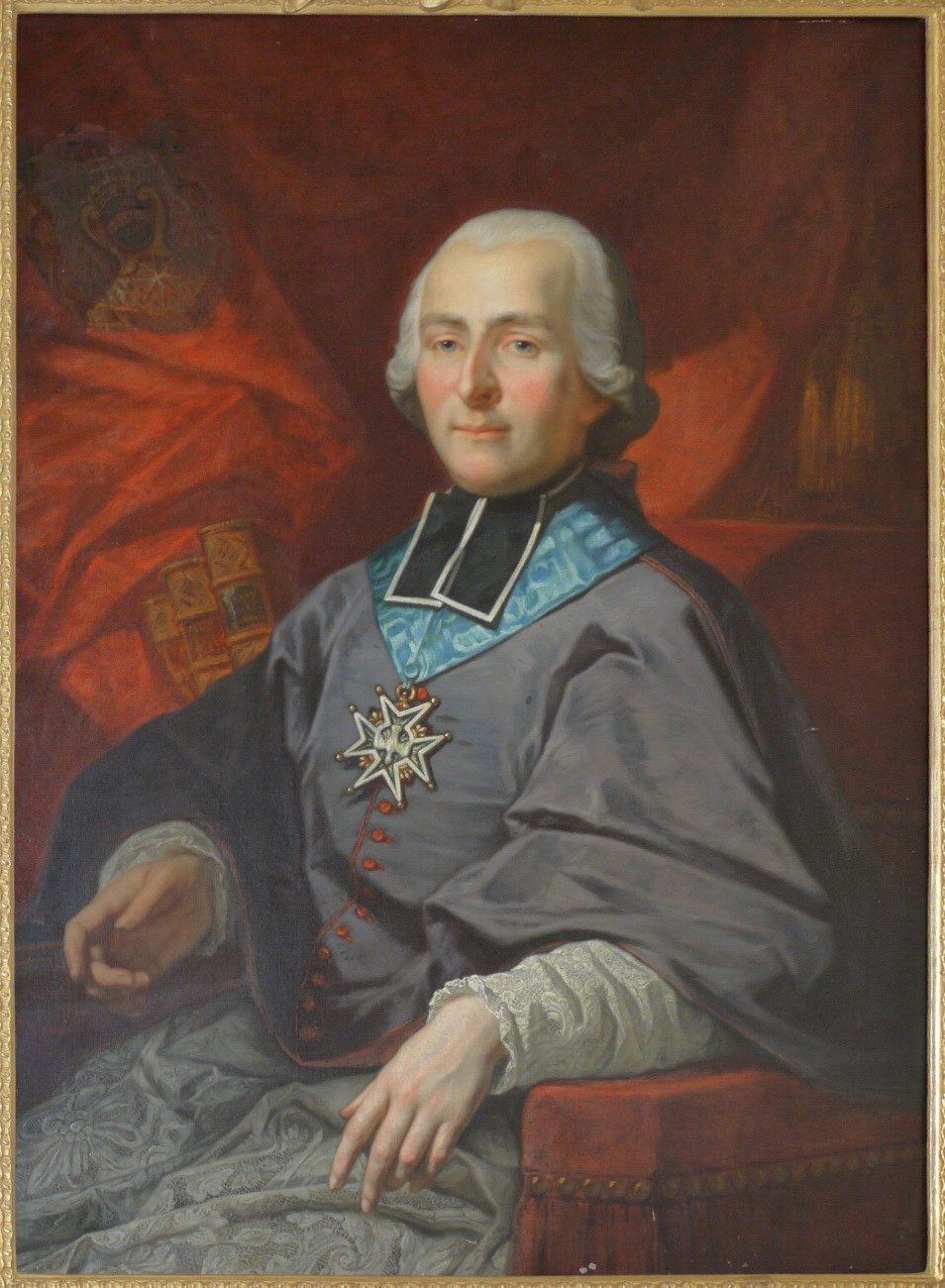
Christophe de Beaumont, archevêque de Paris, institua les « billets de confession »

En 1746, l’archevêque de Paris Christophe de Beaumont, fortement opposé aux jansénistes, demande à tous les membres du clergé de son diocèse de réclamer des billets de confession qui marquent l’adhésion des fidèles à la bulle Unigenitus de 1713, laquelle condamne le jansénisme, entrainant de nombreux incidents dont notamment l’enterrement de personnes n’ayant pas reçu l’extrême-onction, car elles n’avaient pas de billet de confession.
Les jansénistes, chrétiens de confession, se révoltent contre cette pratique qu’ils considèrent comme abusive et le Parlement de Paris prend plusieurs arrêtés en leur faveur. Cependant le roi Louis XV délègue au Parlement le rôle de vérifier qu'une nouvelle loi n'est pas contradictoire avec les lois existantes. Le Parlement se met alors en grève de 1753 à 1754, mais le roi exile le Parlement en province.
Louis XV déclare une amnistie générale et le 2 septembre 1754 par la « loi du silence », il interdit toute discussion sur le jansénisme. En 1756, le pape Benoît XIV publie l’encyclique Ex omnibus christiani orbis regionibus qui ramène définitivement le calme.

## Mémoire sur le silence
Le philosophe Montesquieu a rédigé un mémoire sur le silence vers 1753-1754, dans le contexte de la querelle janséniste relative aux refus de sacrements, afin de se démarquer de tous les protagonistes de la querelle : jansénistes, parlements, les évêques constitutionnaires et le pape.

## Sources
- Déclaration... qui ordonne le silence sur les matières qui ont fait l'objet des dernières divisions, et enjoint au Parlement...